# Rilton Cup
La Rilton Cup est le tournoi d'échecs le plus important et le plus connu de Suède. Organisé par la Fédération suédoise des échecs, il se tient traditionnellement à Stockholm fin décembre-début janvier, un jour de repos étant accordé le premier janvier.

## Histoire du tournoi
Le tournoi a été créé grâce à une donation de Tore Rilton. 
En 2008, le grand maître international Robert Fontaine, qui a participé plusieurs fois à ce tournoi, souligne dans Europe Échecs la « perfection » de son organisation (échiquier muraux, retransmission par internet des 11 premiers échiquiers, ponctualité dans le lancement des rondes). Il note aussi que ce tournoi attire les plus forts GMI suédois, notamment les membres de l'équipe olympique suédoise.

## Palmarès
| Édition Année                    | Édition Année | Vainqueur           | Marque (/9)                                    | ex æquo |
| -------------------------------- | ------------- | ------------------- | ---------------------------------------------- | --- |
| 26                               | 1996-1997     | Joel Benjamin       | 7                                              | Iouri Iakovitch Johann Hjartarson                                                                                |
| 27                               | 1997-1998     | Igor Khenkin        | 7,5                                            | |
| 28                               | 1998-1999     | Mikhaïl Oulybine    | 7,5                                            | |
| 29                               | 1999-2000     | Sergueï Ivanov      | 7,5                                            | |
| 30                               | 2000-2001     | Iouri Iakovitch     | 7                                              | Thomas Ernst |
| 31                               | 2001-2002     | Evgeni Agrest       | 7                                              | Bogdan Lalić, Tom Wedberg et Valeri Popov                                                                        |
| 32                               | 2002-2003     | Jonas Barkhagen     | 7,5                                            | |
| 33                               | 2003-2004     | Ralf Åkesson        | 7                                              | Nick de Firmian, Tomi Nybäck                                                                                     |
| 34                               | 2004-2005     | Sergueï Volkov      | 7                                              | Ievgueni Gleizerov, Emanuel Berg                                                                                 |
| 35                               | 2005-2006     | Eduardas Rozentalis | 7                                              | S. Ivanov, Tomi Nybäck Ievguéni Postny, Normunds Miezis                                                          |
| 36                               | 2006-2007     | Robert Fontaine     | 7,5                                            | |
| 37                               | 2007-2008     | Radosław Wojtaszek  | 6,5                                            | Pia Cramling, Evgeni Agrest, David Berczes, Vassílios Kotroniás Tomi Nybäck, S. Ivanov Kaido Külaots, B. Lidberg |
| 38                               | 2008-2009     | Radosław Wojtaszek  | 7                                              | Sebastian Bogner                                                                                                 |
| 39                               | 2009-2010     | Eduardas Rozentalis | 6,5                                            | Radosław Wojtaszek, Igor Lyssy Pavel Ponkratov, Luke McShane                                                     |
| 40                               | 2010-2011     | Sergueï Volkov      | 8                                              | |
| 41                               | 2011-2012     | Aleksandr Chimanov  | 7,5                                            | |
| 42                               | 2012-2013     | Michał Krasenkow    | 7,5                                            | |
| 43                               | 2013-2014     | Jon Ludvig Hammer   | 7,5                                            | |
| 44                               | 2014-2015     | Jon Ludvig Hammer   | 7                                              | Tiger Hillarp Persson                                                                                            |
| 45                               | 2015-2016     | Maxim Rodshtein     | 8                                              | Jon Ludvig Hammer                                                                                                |
| 46                               | 2016-2017     | Krishnan Sasikiran  | 7,5                                            | |
| 47                               | 2017-2018     | Kirill Alekseïenko  | 7,5                                            | |
| 48                               | 2018-2019     | Tamir Nabaty        | 8                                              | |
| 49                               | 2019-2020     | Elshan Moradiabadi  | 7                                              | Arseni Nesterov                                                                                                  |
|                                  | 2020-2021     | Krishnan Sasikiran  | Tournoi à élimination directe disputé en ligne | Tournoi à élimination directe disputé en ligne                                                                   |
| L'édition 2021-2022 est annulée. |               |                     |                                                | |
| 50                               | 2022-2023     | Pranesh M           | 8                                              | |
| 51                               | 2023-2024     | Vitaliy Syvouk      | 7,5                                            | |
| 52                               | 2024-2025     | Bassem Amin         | 7,5                                            | |